# Atenizus hylaeanus
Atenizus hylaeanus är en skalbaggsart som beskrevs av Martins 1981. Atenizus hylaeanus ingår i släktet Atenizus och familjen långhorningar. Inga underarter finns listade.